# Municipio de Albion (condado de Howard)
El municipio de Albion (en inglés: Albion Township) es un municipio ubicado en el condado de Howard en el estado estadounidense de Iowa. En el año 2010 tenía una población de 335 habitantes y una densidad poblacional de 4,39 personas por km².

## Geografía
El municipio de Albion se encuentra ubicado en las coordenadas 43°27′54″N 92°8′21″O / 43.46500, -92.13917. Según la Oficina del Censo de los Estados Unidos, el municipio tiene una superficie total de 76.31 km², de la cual 76,31 km² corresponden a tierra firme y (0 %) 0 km² es agua.

## Demografía
Según el censo de 2010, había 335 personas residiendo en el municipio de Albion. La densidad de población era de 4,39 hab./km². De los 335 habitantes, el municipio de Albion estaba compuesto por el 96,12 % blancos, el 1,19 % eran amerindios, el 0,3 % eran asiáticos, el 1,79 % eran isleños del Pacífico y el 0,6 % eran de una mezcla de razas. Del total de la población el 0,3 % eran hispanos o latinos de cualquier raza.